# Conops longiventris
Conops longiventris är en tvåvingeart som beskrevs av Krober 1916. Conops longiventris ingår i släktet Conops och familjen stekelflugor. Inga underarter finns listade i Catalogue of Life.